# 18 Aquarii
18 Aquarii (18 Aqr) è una stella della costellazione dell'Aquario.
La sua magnitudine apparente da Terra è pari a 5,48 e dista 154 anni luce dal sistema solare..

## Osservazione
Si tratta di una stella situata nell'emisfero celeste australe, ma molto in prossimità dell'equatore celeste; ciò comporta che possa essere osservata da tutte le regioni abitate della Terra senza alcuna difficoltà e che sia invisibile soltanto molto oltre il circolo polare artico. Nell'emisfero sud invece appare circumpolare solo nelle aree più interne del continente antartico. La sua magnitudine pari a 5,5 le consente di essere osservata senza l'ausilio di strumenti solamente sotto a un cielo limpido e possibilmente senza Luna.
Il periodo migliore per la sua osservazione nel cielo serale ricade nei mesi compresi fra fine agosto e dicembre; da entrambi gli emisferi il periodo di visibilità rimane indicativamente lo stesso, grazie alla posizione della stella non lontana dall'equatore celeste.

## Caratteristiche
18 Aquarii è una stella bianco-gialla di sequenza principale, con un raggio circa 2 volte quello del Sole e una massa del 54% superiore. L'età della stella è di circa 480 milioni di anni.